# Nevil Shute
Pour les articles homonymes, voir Shute.
Nevil Shute Norway, né le 17 janvier 1899 à Ealing, dans la banlieue de Londres et mort le 12 janvier 1960 à Melbourne en Australie, est un ingénieur aéronautique, aviateur et écrivain britannique.

## Biographie
Fils du receveur des postes de Dublin, Nevil Shute étudiait à la Dragon School puis à la Shrewsbury School lorsque son frère aîné, Fredrick Hamilton Norway, mobilisé, fut mortellement blessé le 13 juin 1915 à Épinette près d'Armentières et, évacué sur Wimereux, mourut le 4 juillet sous les yeux de ses parents, âgé de 19 ans.
Dans ses mémoires, Shute rend hommage au talent littéraire de ce frère prématurément disparu, et le cite comme l'inspirateur de son œuvre. Durant les Pâques sanglantes de 1916, il sert comme brancardier ; puis il étudie au Balliol College et est diplômé de l'université d'Oxford en 1922. Il suit l’Académie royale militaire de Woolwich mais à cause d'un bégaiement, ne peut intégrer le Royal Flying Corps, et sert durant la Première Guerre mondiale comme fantassin dans le régiment du Suffolk. 
Ingénieur aéronautique et pilote, il commence sa carrière au sein de la société de Havilland, mais insatisfait des perspectives d'avancement, il se fait recruter en 1924 par la société Vickers, où il est impliqué dans le développement de dirigeables : il travaille comme calculateur en chef, (ingénieur chargé des calculs de structure) sur le dirigeable R100.
En 1929, il est promu second ingénieur du projet, assistant Sir Barnes Wallis. Même si le projet est mené à bien, l'accident de l'autre dirigeable britannique, le R101, met fin à l'aventure des dirigeables au Royaume-Uni. Nevil Norway quitte Vickers peu après en 1931 et créé sa propre compagnie, la Aircraft Construction Company Airspeed Ltd. La plus célèbre production de cette société sera le planeur d'assaut Horsa, un des chevaux de bataille du Débarquement de Normandie.
La même année, il se marie avec Frances Mary Heaton dont il aura deux filles.
Au début de la Seconde Guerre mondiale, il est déjà un écrivain prometteur ; il s'engage comme aviateur dans la Royal Naval Volunteer Reserve, mais en raison de ses qualités d'ingénieur, il devient responsable d'un programme de développement d'armes diverses, travaillant ainsi sur le programme Panjandrum. Il s'agit d'un projet aussi « secret » que farfelu : une gigantesque roue, semblable aux bobines de câbles électriques de chantier, portant une tonne d'explosifs, propulsée par une multitude de fusées à poudre, et destinée à détruire les bunkers en haut des plages lors du débarquement du 6 juin 1944. Le Grand Panjandrum s'avéra incontrôlable et les essais sur la plage de Westward Ho! en Grande-Bretagne sombrèrent dans le ridicule,, mais il a parfois été dit que ces essais publics étaient une manœuvre d'intoxication pour tromper les Allemands sur l'état réel des préparatifs alliés. 
En 1944, sa célébrité comme écrivain le fait envoyer par le ministre de l'Information comme correspondant de guerre lors du débarquement de Normandie puis plus tard en Birmanie.
En 1948, il vole dans son propre avion jusqu'en Australie. De retour chez lui et inquiet devant ce qu'il juge un déclin du Royaume-Uni, il décide d'émigrer en Australie, et s'installe avec sa famille en 1950, dans une ferme à Langwarrin (en), au sud-est de Melbourne, ville dans laquelle il meurt en 1960 des suites d'un AVC.
Shute est un cousin de l'actrice américano-irlandaise Geraldine Fitzgerald (1913-2005).
Plusieurs de ses romans ont été adaptés au cinéma.

## Œuvres
- 1926 : Marazan[10]
- 1928 : So Disdained ou The Mysterious Aviator[10]
- 1932 : Lonely Road[10]
- 1938 : Ruined City ou Kindling[10]
- 1939 : What Happened to the Corbetts ou Ordeal[10]
- 1940 : An Old Captivity ou Vinland the Good. – Édition française : Prisonnier du passé (traduit de l'anglais par Jacqueline Duplain), éditions Jeheber, Genève et Paris, 1946, 292 p.
- 1940 : Landfall: A Channel Story. Édition française : Mona et le sous-marin (traduit de l'anglais par Franz Weyergans), éditions Casterman, coll. « L'Éolienne », Tournai et Paris, 1961, 226 p.
- 1942 : Pied Piper. Édition française : Bonnes vacances Mr. Howard (traduit de l'anglais par Denise Van Moppès), éditions Casterman, coll. « L'Éolienne », Tournai et Paris, 1959, 250 p. Adapté en 1990 pour la télévision sous le titre Crossing to Freedom, dans un film de Norman Stone avec Peter O'Toole dans le rôle principal, ainsi que Monty Woolley.
- 1944 : Pastoral. – Édition française : Printemps pour un pilote (traduit de l'anglais par Franz Weyergans), éditions Casterman, coll. « L'Éolienne », Tournai et Paris, 1960, 260 p.
- 1945[11] : Most Secret. Édition française : Confidentiel (traduit par Jean de Lafforest) éditions Heinemann & Zsolnay, Londres 1946.
- 1947 : The Chequer Board[10]
- 1948 : No Highway. Première édition française : Décollage interdit, le roman des grandes catastrophes aériennes (traduit de l'anglais par Geneviève Méker), éditions R. Julliard, coll. « Capricorne », Paris, 1950, 320 p. – Réédition française : Décollage interdit (traduit de l'anglais par Geneviève Méker), coll. « J'ai lu » no 316, Paris, 1968 Adapté au cinéma, en 1951, sous le titre No Highway in the Sky (en français : Le Voyage fantastique), par Henry Koster, avec James Stewart et Marlène Dietrich.
- 1950 : A Town like Alice ou The Legacy. Édition française : Le Testament (traduit de l'anglais par Pierre Singer), éditions Stock, Paris, 1967, 335 p.
- 1951 : Round the Bend (en), souvent considéré comme son meilleur roman[réf. nécessaire]. Édition française : Le Sixième Livre (traduit de l'anglais par Pierre Singer), éditions Delamain et Boutelleau, Paris, 1952, 359 p.
- 1952 : The Far Country. Première édition française : Le Lointain Pays (traduit de l'anglais par Pierre Singer), éditions Delamain et Boutelleau, Paris, 1954, 375 p. – Réédition française : Union générale d'édition, coll. « 10/18, Domaine étranger » no 1871, Paris, 1987, 443 p.  (ISBN 2-264-01066-5).
- 1953 : In the Wet. Édition française : L'Escadrille de la reine (traduit de l'anglais par Pierre Singer), éditions Delamain et Boutelleau, Paris, 1955, 311 p.
- 1954 : Slide Rule: Autobiography of an Engineer, autobiographie[10]
- 1955 : Requiem for a Wren ou The Breaking Wave. Édition française : Le Mot de l'énigme (traduit de l'anglais par Pierre Singer), éditions Stock, Paris, 1956, 278 p.
- 1956 : Beyond the Black Stump. Première édition française : Les Frontières du cœur (traduit de l'anglais par Pierre Singer), éditions Stock, Paris, 1957, 278 p. – Réédition française (même titre) : Union générale d'édition, coll. « 10/18, Domaine étranger » no 1870, Paris, 1987, 276 p.  (ISBN 2-264-01064-9)
- 1957 : On the Beach. Première édition française : Sur la plage (traduit de l'anglais par Pierre Singer), éditions Stock, Paris, 1958, 301 p. – Réédition française, sous le titre Le Dernier Rivage, éditions Stock, Paris, 1968, 264 p. – Première édition de poche française, sous le titre Le Dernier Rivage, éditions Le Livre de poche, coll. « Le Livre de poche. Pluriel » no 2788, Paris, 1970, 383 p. – Réédition française, sous le titre Le Dernier Rivage, Union générale d'édition, coll. « 10/18 Domaine étranger » no 1869, Paris, 1987, 262 p.  (ISBN 2-264-01065-7).
- 1958 : The Rainbow and the Rose (en). Édition française : L'Arc-en-ciel et la rose (traduit de l'anglais par Pierre Singer), éditions Stock, Paris, 1959, 251 p.
- 1960 : Trustee from the Toolroom (roman posthume). Édition française : Une chasse aux diamants (traduit de l'anglais par Pierre Singer), éditions Stock, Paris, 1960, 279 p.
- 1961 : Stephen Morris (roman posthume, écrit en 1923). Édition française : Pour un oui, pour un non (traduit de l'anglais par Franz Weyergans), éditions Casterman, coll. « L'Éolienne », Tournai et Paris, 1963, 234 p.
- 1961 : Pilotage (roman posthume, écrit en 1924)[10]
- 2002 : Seafarers (roman posthume, écrit en 1947)[10]

Il existe également un Journal de vol (Flight Log), écrit en 1948, et resté jusqu'ici inédit.

## Le Dernier Rivage
Le roman Le Dernier Rivage (en) a inspiré le film du même nom réalisé par Stanley Kramer avec Gregory Peck, Ava Gardner, Fred Astaire et Anthony Perkins :
- Une guerre nucléaire a dévasté l'Europe, l'Amérique et la plupart de l'hémisphère nord. Seuls quelques rares endroits restent habitables et la région de Melbourne est l'un d'entre eux ;
- Le récit de Nevil Shute, empreint d'une compassion tranquille et poignante, décrit comment un petit groupe de survivants font face à cette situation alors que le nuage nucléaire descend inexorablement, ne leur laissant que quelques mois, semaines puis jours à vivre dans un monde qui a disparu avant eux.

Le film fut projeté le même jour (le 17 décembre 1959) et pour la première fois, simultanément dans 17 capitales du monde, afin de tenter de mettre en garde les hommes de toute la Terre face à l'éventualité d'une destruction généralisée de notre planète à la suite de l'éclatement brutal d'un conflit nucléaire entre les grandes puissances.
Un journal parisien, L'Aurore, publia le 18 décembre 1959 sous la signature d'André Léridan un commentaire du film qui concluait ainsi :

« De bons esprits pensent enfin que l'histoire de la Terre est faite d'éternels retours, d'un perpétuel recommencement. Mais cette philosophie, n'est-ce pas, n'a que la valeur que lui consentent les philosophes !

À moins que, […] elle ne trouve aussi sa justification dans une légende empruntée à la tradition orientale et qui parle d'une planète dont l'orbite se situait entre Mars et Jupiter. Ses habitants, fous d'orgueil, finirent par faire sauter leur « Terre » comme éclate un fruit trop mûr. Légende… Oui, mais des astronomes ont découvert entre Mars et Jupiter une immense ceinture d'astéroïdes, d'éclats cosmiques, qui pourraient bien être les restes dérisoires d'une planète que la sottise de ses habitants fit un jour exploser. »